# Lsof
lsof (abbreviazione dalla lingua inglese di list open files, elenca i file aperti) è un comando dei sistemi operativi Unix e Unix-like, e più in generale dei sistemi POSIX, che consente di conoscere informazioni sui file aperti dai processi in esecuzione. 
Lo strumento è particolarmente importante per i sistemisti offrendo loro preziose informazioni diagnostiche sul sistema. Dato che l'architettura dei sistemi Unix-like utilizza l'accesso a dispositivi, socket e pipe come se fossero file, anche loro possono essere analizzati con lsof.

## Sintassi
```
lsof [OPZIONI]
```

Le opzioni sono numerose, si rimanda alla consultazione di man per l'elenco dettagliato.

## Esempi di utilizzo
Elencare tutti i socket TCP aperti:
```
# lsof -i TCP
COMMAND    PID  USER   FD   TYPE DEVICE SIZE/OFF NODE NAME
sshd       926  root    3u  IPv4   7628      0t0  TCP *:ssh (LISTEN)
sshd       926  root    4u  IPv6   7630      0t0  TCP *:ssh (LISTEN)
cupsd      993  root    6u  IPv4   8018      0t0  TCP localhost.localdomain:ipp (LISTEN)
vsftpd    2171  root    3u  IPv4  13218      0t0  TCP *:ftp (LISTEN)
[...]
```

Elencare tutti i file aperti da un singolo processo, fornendone il PID (in questo caso si tratta del processo syslog)
```
# lsof -p 925
COMMAND  PID   USER   FD   TYPE     DEVICE SIZE/OFF       NODE NAME
rsyslogd 925 syslog  cwd    DIR        8,5     4096          2 /
rsyslogd 925 syslog  rtd    DIR        8,5     4096          2 /
rsyslogd 925 syslog  txt    REG        8,5   265316    1187050 /usr/sbin/rsyslogd
rsyslogd 925 syslog  mem    REG        8,5     9736    6033134 /lib/libdl-2.12.1.so
rsyslogd 925 syslog  mem    REG        8,5   108040    6029391 /lib/libgcc_s.so.1
rsyslogd 925 syslog  mem    REG        8,5    30684    6033137 /lib/librt-2.12.1.so
[...]
```